# Graphiurus kelleni
Espèce
Synonymes
- Eliomys kelleni Reuvens, 1890 - protonyme[2]
- Graphiurus (Graphiurus) kelleni (Reuvens, 1890)[3]
- Graphiurus ansorgei Dollman, 1912[1]
- Graphiurus brockmani Dollman, 1910[1]
- Graphiurus cuanzensis (Hill & Carter, 1937)[1]
- Graphiurus dollmani Osgood, 1910[1]
- Graphiurus foxi Dollman, 1914[1]
- Graphiurus internus Dollman, 1912[1]
- Graphiurus nanus (De Winton, 1896)[1]
- Graphiurus olga (Thomas, 1925)[1] [3]
- Graphiurus parvus (True, 1893)[1] [3]
- Graphiurus personatus Heller, 1911[1]
- Graphiurus tasmani (Roberts, 1929)[1]

Statut de conservation UICN

 LC  : Préoccupation mineure
Graphiurus kelleni est une espèce de petits rongeurs de la famille des Gliridae qui fait partie des loirs africains.

## Publication originale
- C. L. Reuvens, Die Myoxidae oder Schlaefer. Ein Beitrag zur Osteologie und Systematik der Nagethiere (œuvre littéraire), Inconnu, Leyde, 1890, [lire en ligne].